# آرون یان
آرون یان ( به انگلیسی: Aaron yan) (زاده ۲۰ نوامبر۱۹۸۶ - تایپه) بازیگر، مدل تبلیغاتی، خواننده و کوچکترین عضو گروه تایوانی
فارنهایت است.
او می‌تواند به۵ زبان از جمله زبان ماندارین ٬زبان کره ای٬زبان انگلیسی٬ژاپنی ،کانتونی صحبت کند.

## فیلم شناسی

### سریال های تلویزیونی

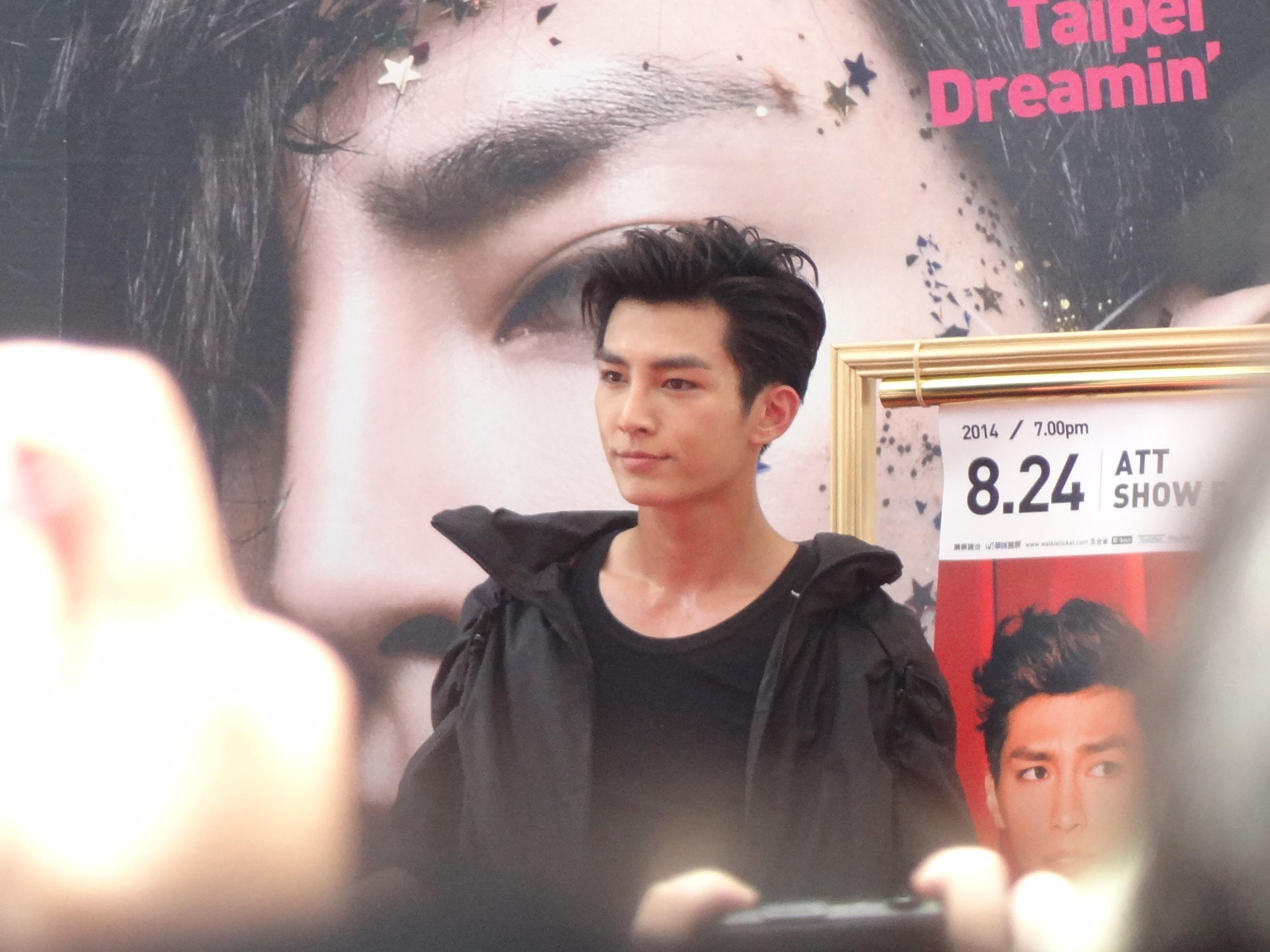
20140713炎亞綸Cut台北簽唱會

| سال  | نام                    | در نقش             | شبکه     |
| ---- | ---------------------- | ------------------ | -------- |
| ۲۰۰۴ | من زنم را دوست دارم    | بازیگر مهمان       | Azio TV  |
| ۲۰۰۵ | It Started with a Kiss | آه بو              | CTV      |
| ۲۰۰۵ | KO One                 | دینگ ژیا یو        | GTV      |
| ۲۰۰۷ | The X-Family           |                    |          |
| ۲۰۰۷ | They Kiss Again        | آه بو              | CTV      |
| ۲۰۱۲ | آلیس در سرزمین عجایب   | هی تینگ یو         | CTS      |
| ۲۰۱۳ | Just You               | چی یی              | SETTV    |
| ۲۰۱۴ | a time of love         | چان دان تین        | TVB Jade |
| ۲۰۱۴ | Fall In Love With Me   | لوتیان ژینگ ،ژیالو | TTV      |
| 2016 | refresh man            | جی ون کای          | set tv   |